# Ordine dei Minimi

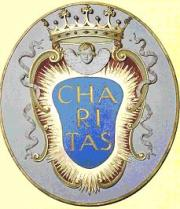
Lo stemma dell'ordine dei Minimi

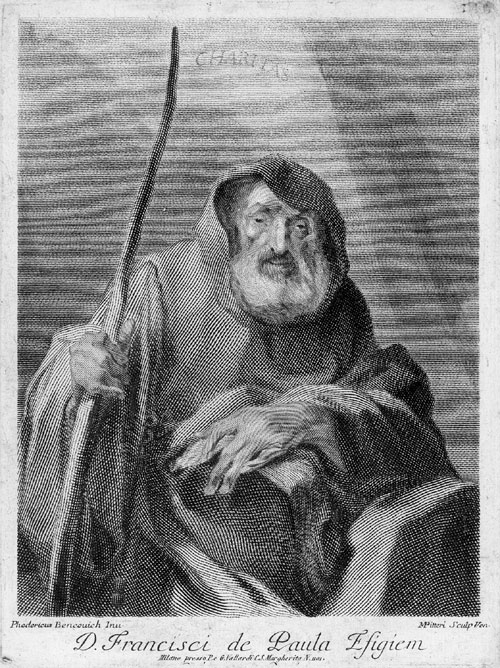
Francesco di Paola, fondatore dell'ordine

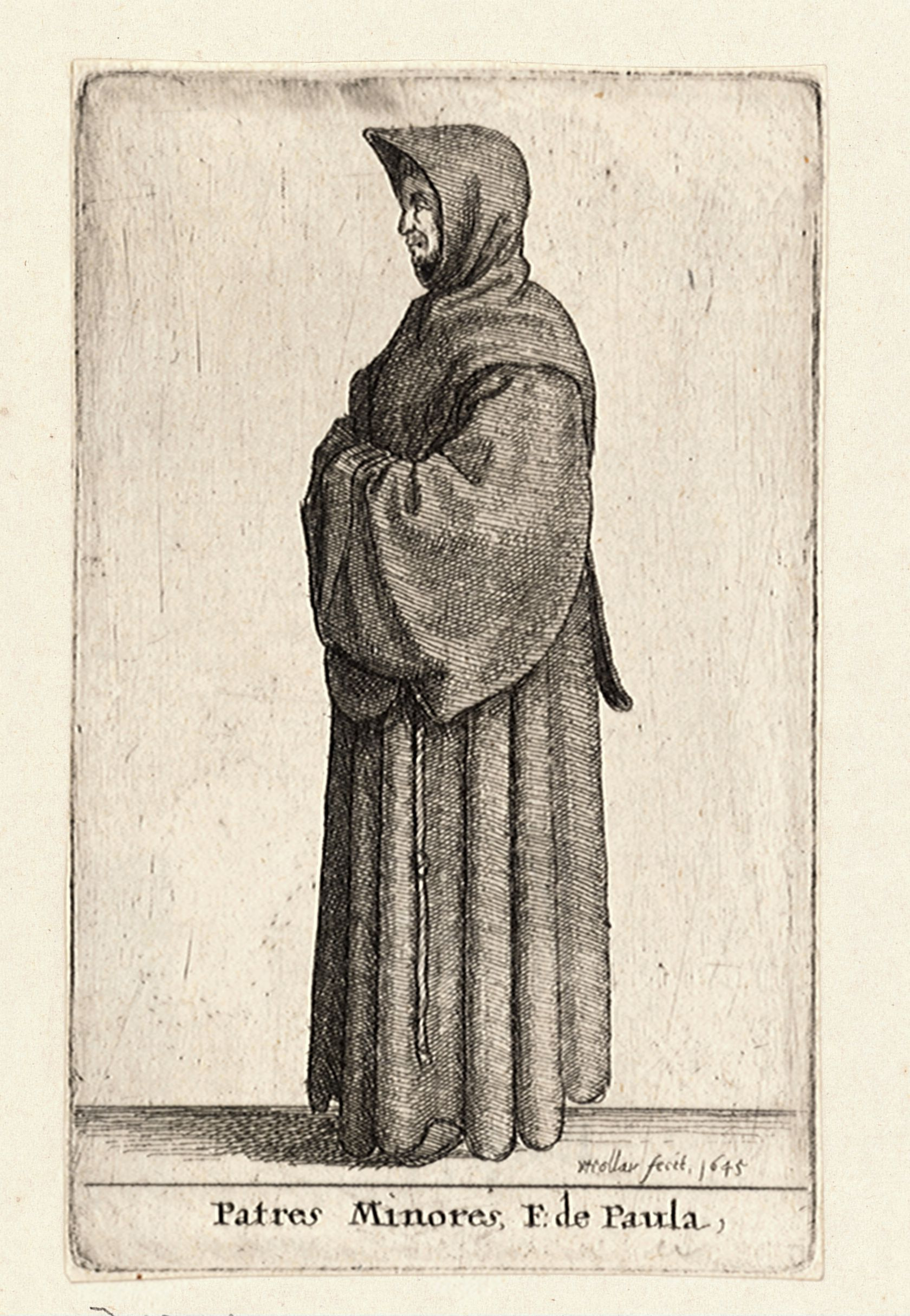
L'abito dei frati minimi

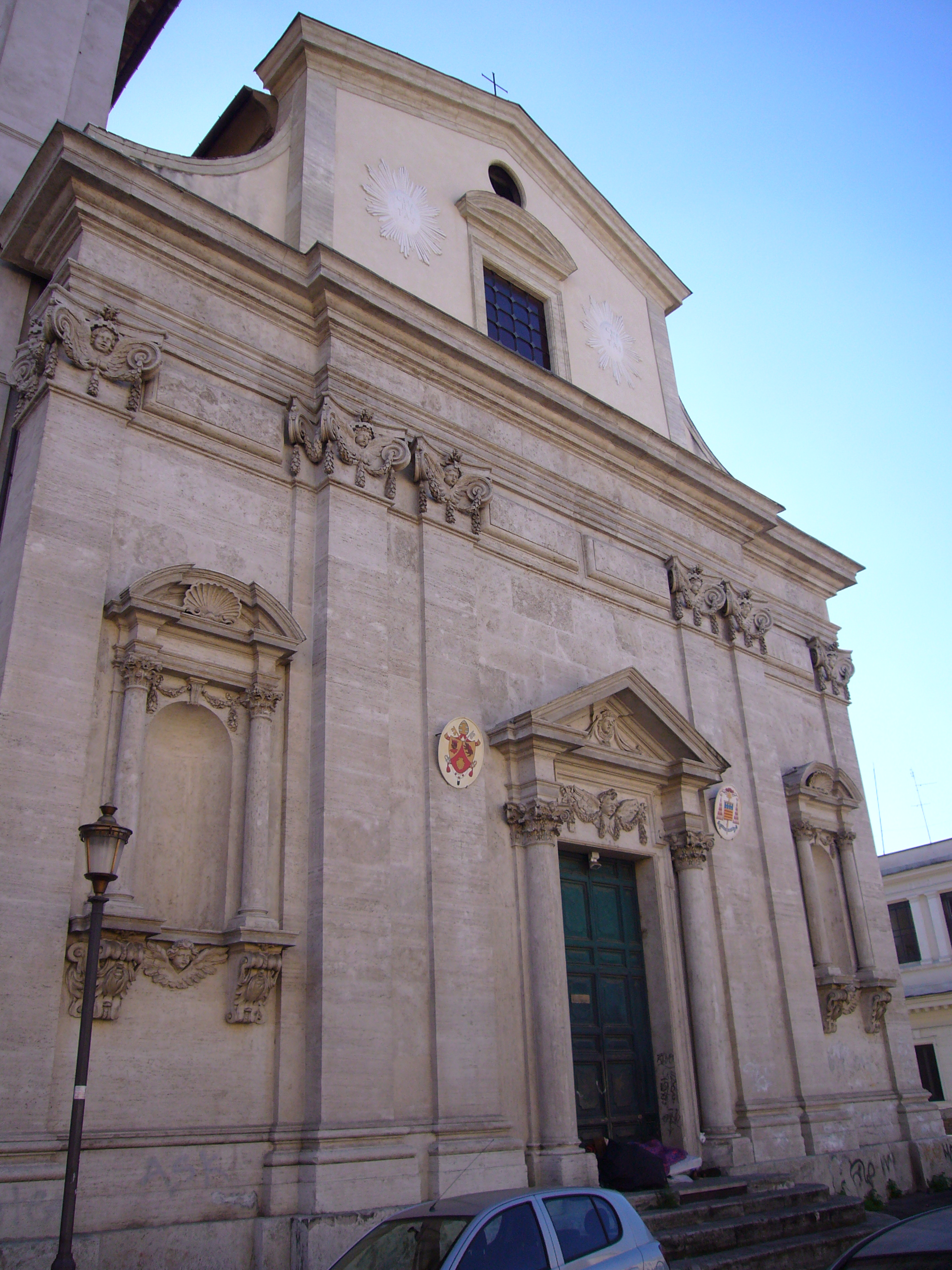
La chiesa di San Francesco di Paola ai Monti a Roma, sede generalizia dell'ordine

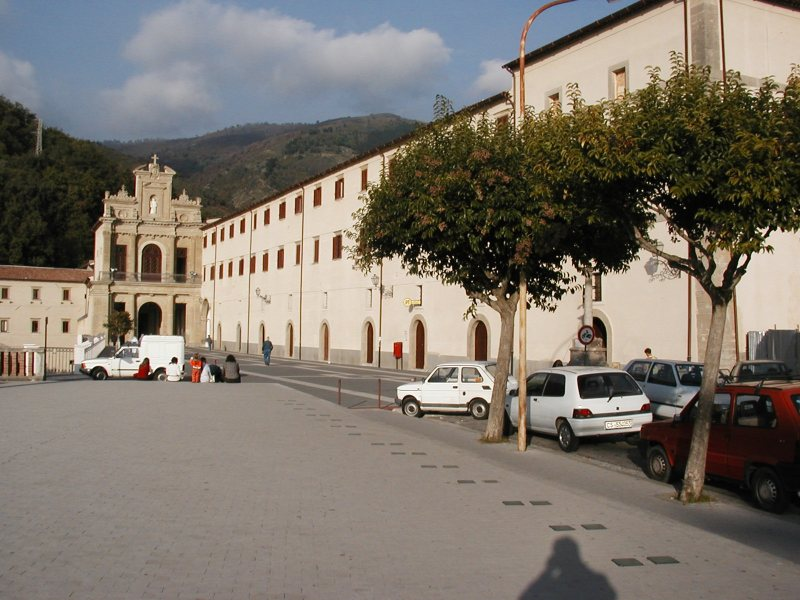
Il Santuario di San Francesco di Paola

L'Ordine dei Minimi (in latino Ordo Minimorum) è un istituto religioso maschile di diritto pontificio; i frati di questo ordine mendicante, detti anche paolotti, pospongono al loro nome la sigla O.M.
L'ordine, sorto nel XV secolo a opera di Francesco di Paola, si caratterizza per la spiritualità penitenziale vissuta attraverso l'osservanza di un quarto voto di vita quaresimale; i frati minimi si dedicano particolarmente alla predicazione e al ministero della riconciliazione.

## Storia

### Il fondatore
Nato a Paola, in Calabria Citeriore, nel 1416, gli fu imposto il nome di Francesco in onore del santo d'Assisi, alla cui miracolosa intercessione era stato attribuito il suo concepimento. Ammalatosi all'età di un mese, la madre fece voto di fargli vestire il saio francescano per un anno in cambio del suo risanamento: guarito, all'età di dodici anni fu condotto nel convento di San Marco Argentano, dove rimase un anno adempiendo al voto. Francesco iniziò quindi un lungo pellegrinaggio che lo portò a visitare Roma, Assisi, Montecassino e, soprattutto, l'eremo di Monteluco, dove si trattenne un periodo.
Tornato nel suo paese natale, visse per qualche tempo come eremita in un possedimento del padre, poi si ritirò in un bosco, dove rimase isolato per cinque anni. Attorno a lui si formò presto una piccola comunità di eremiti, ai quali Francesco impose uno stile di vita rigidissimo, fatto di digiuni e penitenza. Per loro nel 1435 iniziò a costruire delle celle; altri eremi sorsero presto a Paterno Calabro (1444), Spezzano Grande (1453), Corigliano Calabro (1458) e nel 1452, con il sostegno dell'arcivescovo di Cosenza Pirro Caracciolo, Francesco iniziò a costruire un grande convento a Paola (i tuguri dove aveva vissuto sino ad allora con i discepoli erano divenuti insufficienti a ospitare tutta la comunità).

### L'approvazione dell'ordine
Essendosi diffusa la fama di Francesco di Paola come autore di prodigi, nel 1467 la Santa Sede inviò un prelato di curia, Baldassarre de Gutrossis, a indagare sulla vita dell'eremita: la relazione dell'ecclesiastico a papa Paolo II fu positiva, ma il suo arrivo in comunità costrinse il fondatore a porsi il problema di dare una struttura canonica a quello che, fino ad allora, era stato uno spontaneo movimento eremitico.
Il vescovo Pirro, con la costituzione Decet nos del 30 novembre 1470, approvò la comunità ed estese ai suoi membri i privilegi degli ordini mendicanti; il prelato inviò quindi una supplica al pontefice perché confermasse l'approvazione e concedesse ai frati il privilegio dell'esenzione dalla giurisdizione vescovile e papa Sisto IV, con la bolla Sedes Apostolica del 17 aprile 1474, accolse le istanze del vescovo.
Guadagnatosi la fama di grande taumaturgo, Francesco fu chiamato alla corte del re di Francia Luigi XI, che era stato colto da un colpo apoplettico, e su ordine di papa Sisto dovette accettare l'invito ad Amboise.
Il soggiorno a corte e l'ingresso nell'ordine di persone di alto rango e provenienti da altre esperienze religiose influirono molto sulla trasformazione dell'ordine: nell'eremo di Plessis-les-Tours, eretto presso la residenza del sovrano, fu progressivamente abbandonata la vita eremitica e si adottò una forma di vita cenobitica. Quello di Francesco di Paola si evolse così da ordine squisitamente eremitico a ordine penitenziale e di riforma.

### L'approvazione della regola
Mentre si trovava ancora in Francia, papa Innocenzo VIII inviò un breve a Carlo VIII perché convincesse il frate ad adottare per i suoi seguaci una delle regole allora esistenti, secondo i canoni del concilio Lateranense IV: Francesco elaborò una nuova regola in tredici capitoli, basata su quella francescana ma con forti elementi benedettini e agostiniani, che fu approvata da papa Alessandro VI con la bolla Meritis religiosae vitae del 26 febbraio 1493.
Ai tre voti comuni a tutti i religiosi (povertà, obbedienza, castità), Francesco aggiunse quello solenne di vita quaresimale perfetta e perpetua, che imponeva la totale astinenza dalla carne e dai suoi derivati (latte, uova, formaggio) salvo che in caso di malattia.
Una seconda redazione della regola, in dieci capitoli, fu approvata da Alessandro VI con la bolla Ad ea quae del 1º maggio 1501; la terza e ultima redazione fu sottoposta all'esame del cardinale Bernardino López de Carvajal e di Felino Sandei, vescovo di Lucca, e fu approvata da Alessandro VI con la bolla Ad fructus uberes del 20 maggio 1502, con la quale la regola fu affiancata a quelle già approvate all'epoca del concilio Lateranense IV. La regola fu definitivamente e solennemente sancita da papa Giulio II con la bolla Inter ceteros del 28 luglio 1506, con la quale furono approvati anche il secondo e il terz'ordine dei minimi.

### La diffusione dell'ordine
Alla morte del fondatore i suoi frati erano presenti in Italia (specialmente in Calabria e Sicilia), in Francia (dove erano chiamati "buoni uomini" o Bons-hommes, appellativo dato da Luigi XI a Francesco ma anche tradizionalmente riferito ai monaci di Grammont, la cui abbazia fu ceduta ai frati), in Spagna (dove erano detti "padri della Vittoria", perché Francesco aveva predetto a Ferdinando II la sua vittoria sui mori) e in Germania (dove erano detti "paolani" o paulaner, nome che passò alla birra da loro prodotta). Il fondatore, però, volle che i suoi frati fossero detti "minimi" (superlativo di "piccolo", in riferimento a Francesco d'Assisi che aveva chiamato "minori" i suoi frati) e con questo nome furono approvati da papa Giulio II.
Con breve del 13 maggio 1512 papa Giulio II affidò ai vescovi di Cariati, Parigi, Auxerre e Grenoble il compito di istituire i processi canonici sulla vita di Francesco di Paola: il fondatore fu beatificato il 7 luglio 1513 da papa Leone X, che lo proclamò santo il 1º maggio 1519.
Tra i membri illustri dell'ordine figurano: Gaspare Ricciulli del Fosso, arcivescovo di Reggio Calabria e teologo, che tenne il discorso di apertura del concilio di Trento. In spirito di umiltà, rifiutò il cardinalato; Marin Mersenne, studioso di matematica, fisica e scienze naturali, elogiato da Blaise Pascal, fondatore a Parigi dell'accademia da cui si sviluppò l'Institut de France; Nicolas Barré, educatore, fondatore di scuole popolari e normali per la formazione degli insegnanti e delle Suore del Bambino Gesù; Vittore Ghislandi, detto fra Galgario, pittore e ritrattista del XVIII secolo; i matematici Thomas Le Seur e François Jacquier, il fisico Mariano Morini.
L'ordine fu fortemente danneggiato dalle soppressioni che colpirono le istituzioni religiose in Francia, Spagna e Italia tra il XVIII e il XIX secolo. Nel XX secolo, l'ordine riprese il suo impegno vocazionale specialmente nelle Americhe, in Brasile.

## L'abito
L'abito dei minimi, voluto dal fondatore, è costituito da una tunica con cappuccio, denominata pazienza, e cingolo in panno grosso di lana nera di pecora: va però sottolineato che il nero naturale della lana, all'epoca, era molto simile al marrone scuro. La tunica scende fino ai talloni, mentre il cappuccio, lungo un metro davanti e uno dietro, scende fino a metà dei femori. Il cingolo, portato intorno alla vita, cinge il cappuccio o pazienza sull'abito su ambo i lati: vi sono praticati cinque nodi, quattro dei quali pendenti, che simboleggiano i voti dei religiosi. Sull'abito portano un mantello lungo sino al polpaccio al quale è cucito una cocolla usata per coprire il capo.

## Le nuove costituzioni
Dopo il concilio Vaticano II è stato elaborato un aggiornamento delle costituzioni il cui testo è stato approvato l'8 ottobre 1973 e poi nuovamente nel 1986.
Il fine dell'ordine è quello di dare nella Chiesa una particolare testimonianza di penitenza evangelica espressa nell'esercizio dell'umiltà, della carità e della vita quaresimale.
Il rigoroso regime che regolava il vitto è stato attenuato.

## Statistiche
Il superiore generale dell'ordine risiede presso la chiesa di San Francesco di Paola ai Monti a Roma.
I conventi dei frati minimi sono presenti in Europa (Cechia, Italia, Spagna), in Africa (Camerun, Congo), nelle Americhe (Brasile, Colombia, Messico, Stati Uniti) e in India.
Alla fine del 2008 l'ordine contava 180 membri, dei quali 112 sacerdoti, ripartiti in 45 case.